# ول (آلمان)
ول (به آلمانی: Welle) یک شهر در آلمان است که در توشتدت واقع شده‌است. ول ۱٬۲۴۰ نفر جمعیت دارد.